# 貴人 (後宮)
貴人（きじん）は、後漢以降の後宮における皇帝の側室の称号。
後漢において、貴人は皇后に次ぐ地位であった。晋においては三夫人のうちの第3位であり、爵位としては公に相当した。
明では皇帝の手がついた女中がたまに「貴人」と呼ばれ、地位は妃嬪よりも下位であった。清において、貴人は妃嬪の第5位となった。
李氏朝鮮では、貴人は従一位の側室であった。